# Anything But You
"Anything But You", skriven av Aleena Gibson och Stefan Andersson, är det bidrag som Aleena Gibson och Stefan Andersson framförde i den svenska Melodifestivalen 2007. Bidraget var med i deltävlingen i Jönköping den 3 februari 2007, och slogs ut efter en femteplats där. "Anything But You" släpptes på singel den 7 februari 2007, och nådde som bäst 40:e plats på den svenska singellistan. Melodin testades även på Svensktoppen, där den tog sig in på listan den 4 mars 2007  och placerade sig på en tionde plats. Gången därpå hade melodin lämnat Svensktoppen .

## Låtlista
1. Anything But You
2. Sailorman

## Listplaceringar
| Lista (2007) | Topplacering |
| ------------ | ------------ |
| Sverige      | 40 .         |